# Roraimamierklauwier
De Roraimamierklauwier (Thamnophilus insignis) is een zangvogel uit de familie Thamnophilidae (miervogels).

## Verspreiding en leefgebied
Deze soort komt voor in het noorden van het Amazonegebied en telt twee ondersoorten:
- T. i. insignis: zuidelijk Venezuela, westelijk Guyana en noordelijk Brazilië.
- T. i. nigrofrontalis: uiterst zuidwestelijk Venezuela.

## Status
De grootte van de populatie is niet gekwantificeerd maar de soort wordt omschreven als schaars. Op de Rode lijst van de IUCN heeft deze soort de status niet bedreigd.